# Brigade Mixte Mobile
Brigade Mixte Mobile (BMM) is de paramilitaire geheime politie van Kameroen. Het hoofdkwartier bevindt zich in N'Kondengue, dicht bij de hoofdstad Yaoundé.
De BMM beheert een aantal gevangenissen voor politieke gevangenen. 